# Why Don’t We Just Dance
«Why Don’t We Just Dance» («Почему бы нам просто не танцевать») — песня американского кантри-певца Джоша Тёрнера. Она вышла 12 августа 2009 года в качестве лид-сингла с четвёртого студийного альбома Haywire на лейбле MCA Nashville. Сингл стал третьим чарттоппером в кантри-чарте США и первым с 2006 года. Видео было снято кинокомпанией Deaton-Flanigen Productions и получило 39-е место в списке GAC's Top 50 Videos of the Year.

## Отзывы
«Why Don’t We Just Dance» получил в основном положительные отзывы критиков. Джули Танки из Engine 145 высоко оценил песню, охарактеризовав её как «три минуты эскапистского веселья, а очаровательное выступление Тёрнера на треке является ещё одним доказательством того, что он один из самых талантливых молодых звёзд кантри; величайший вокальный поворот в его карьере, но это все равно приятно слушать». Она также провела сравнения с синглом Нила МакКоя 1995 года «They’re Playin 'Our Song» и синглом Тёрнера 2007 года «Firecracker». Бобби Пикок из Roughstock дал положительный отзыв, назвав песню «шагом в правильном направлении». Он написал, что выступление Тернера «напоминает обольстительный кураж Конвея Твитти», и похвалил продакшен за «заразительный, синкопированный ритм и запоминающуюся мелодию, которая довольно эффективно демонстрирует более глубокую часть диапазона Джоша». Кевин Дж. Койн из Country Universe дал песне рейтинг B. Хотя он отметил, что «Тёрнер очарователен, как всегда» и добавил, что «ему не удается успевать в ритме, когда он отбрасывает тексты», и сказал, что песня «примерно такая же глубокая, как ливень в Вегасе».

## Музыкальное видео
Музыкальное видео было снято кинокомпанией Deaton-Flanigen Productions, а премьера прошла 5 октября 2009 года на GAC's Monday Music Mania и 8 октября 2009 года на CMT. Тёрнер показан внутри дома, наблюдая за парой (которую играет реальная пара Кьяран Маккарти и Эшли Андерсон), танцующими в гостиной. На протяжении всего видео пара меняет одежду и танцевальные стили, демонстрируя разные десятилетия, начиная с 1950-х годов и до наших дней. Согласно журналу Country Weekly, Тёрнер был «в восторге от того, что обнаружил, что ему не придётся играть какую-либо роль» в видео. Видео получило 39-е место в списке GAC's Top 50 Videos of the Year.

## Чарты
«Why Don’t We Just Dance» дебютировал на 57 строчке в американском чарте Billboard Hot Country Songs за неделю с 5 сентября 2009 года. На неделе, закончившейся 28 ноября 2009 года, он также дебютировал на № 99 в Billboard Hot 100. В январе 2010 года он стал его первым синглом в десятке лучших Top 10 впервые с тех пор, как сингл «Firecracker» занял 2 место в 2007 году. На неделе чарта 20 февраля 2010 года он стал его третьей песней номер один и первым с октября 2006 года после «Would You Go with Me». Песня четыре недели подряд  возглавляла чарт. Он также дебютировал на 97-й строчке в чарте Canadian Hot 100 за неделю от 20 февраля 2010 года.

### Еженедельные чарты
| Чарт (2009-10)                      | Высшая позиция |
| ----------------------------------- | -------------- |
| Канада (Billboard Canadian Hot 100) | 59             |
| США (Billboard Hot 100)             | 35             |
| США (Billboard Hot Country Songs)   | 1              |

### Годовые итоговые чарты
| Чарт (2010)                    | Позиция |
| ------------------------------ | ------- |
| США (Country Songs, Billboard) | 3       |

### Чарты десятилетия
| Чарт (2010—2019)                   | Позиция |
| ---------------------------------- | ------- |
| США (Hot Country Songs, Billboard) | 28      |

## Сертификации
| Регион                                                                      | Сертификация  | Продажи   |
| --------------------------------------------------------------------------- | ------------- | --------- |
| США (RIAA)                                                                  | 2× Платиновый | 2 000 000 |
| Данные о продажах + прослушиваниях приведены только на основе сертификации. |               |           |